# Юстина Єгйолка
Юстина Єгйолка (пол. Justyna Jegiołka; нар. 17 вересня 1991) — колишня польська тенісистка.
Найвищу одиночну позицію світового рейтингу — 298 місце досягла 6 жовтня 2014, парну — 191 місце — 18 квітня 2016 року.
Здобула 2 одиночні та 16 парних титулів.
Завершила кар'єру 2018 року.

## Фінали ITF

### Одиночний розряд: 7 (2–5)
| Легенда          |
| ---------------- |
| турніри $100,000 |
| турніри $75,000  |
| турніри $50,000  |
| турніри $25,000  |
| турніри $10,000  |

| Фінали за покриттям |
| ------------------- |
| Тверде (0–2)        |
| Ґрунт (0–2)         |
| Трава (0–0)         |
| Килим (2–1)         |

| Результат | Ранг | Дата            | Турнір                            | Покриття   | Суперниця             | Рахунок          |
| --------- | ---- | --------------- | --------------------------------- | ---------- | --------------------- | ---------------- |
| Перемога  | 1.   | 14 квітня 2008  | ITF Фуертевентура, Іспанія        | Килим      | Ірене Ребергер Бескос | 6–3, 6–2         |
| Перемога  | 2.   | 22 вересня 2008 | ITF Волос, Греція                 | Килим      | Мика Урбанчич         | 6–4, 6–1         |
| Поразка   | 1.   | 7 вересня 2009  | ITF Сараєво, Боснія і Герцеговина | Ґрунт      | Зузана Злохова        | 6–7(2), 6–4, 4–6 |
| Поразка   | 2.   | 26 жовтня 2009  | ITF Волос, Греція                 | Килим      | Джулія Гаспаррі       | 6–7(2), 2–6      |
| Поразка   | 3.   | 2 травня 2011   | ITF Единбург, Велика Британія     | Ґрунт      | Алісон ван Ейтванк    | 7–6(5), 4–6, 2–6 |
| Поразка   | 4.   | 23 січня 2012   | ITF Коїмбра, Португалія           | Тверде     | Ульрікке Ейкері       | 6–2, 5–7, 3–6    |
| Поразка   | 5.   | 16 березня 2015 | ITF Осло, Норвегія                | Тверде (i) | Пемра Озген           | 6–2, 3–6, 6–7(5) |

### Парний розряд: 35 (16–19)
| Легенда          |
| ---------------- |
| турніри $100,000 |
| турніри $75,000  |
| турніри $50,000  |
| турніри $25,000  |
| турніри $10,000  |

| Фінали за покриттям |
| ------------------- |
| Тверде (8–5)        |
| Ґрунт (4–9)         |
| Трава (0–1)         |
| Килим (4–4)         |

| Результат | Ранг | Дата              | Турнір                          | Покриття   | Партнерка                | Суперниці                                 | Рахунок              |
| --------- | ---- | ----------------- | ------------------------------- | ---------- | ------------------------ | ----------------------------------------- | -------------------- |
| Поразка   | 1.   | 14 травня 2007    | ITF Михайлівці, Словаччина      | Ґрунт      | Ольга Брозда             | Клаудія Бочова Крістіна Кучова            | 5–7, 6–4, 3–6        |
| Поразка   | 2.   | 8 жовтня 2007     | ITF Волос, Греція               | Килим      | Анастасія Васильєва      | Ольга Брозда Магдалена Кіщиньська         | 3–6, 6–7(5)          |
| Поразка   | 3.   | 22 вересня 2008   | ITF Волос, Греція               | Килим      | Міліца Томіч             | Ніколе Клеріко Мика Урбанчич              | 2–6, 1–6             |
| Перемога  | 1.   | 12 жовтня 2009    | ITF Мітилена, Греція            | Тверде     | Ольга Брозда             | Джоселін Рей Джейд Віндлі                 | 6–4, 6–4             |
| Поразка   | 4.   | 19 жовтня 2009    | ITF Салоніки, Греція            | Ґрунт      | Ольга Брозда             | Diana Enache Камелія Хрістя               | 7–5, 4–6, [9–11]     |
| Перемога  | 2.   | 26 жовтня 2009    | ITF Волос, Греція               | Килим      | Ольга Брозда             | Таня Германлієва Дессислава Младенова     | 4–6, 6–4, [10–7]     |
| Перемога  | 3.   | 22 лютого 2010    | ITF Портіман, Португалія        | Тверде     | Барбара Собашкевич       | Ґаллі Де Вал Анетт Шуттінґ                | 3–6, 7–6(6), [10–5]  |
| Перемога  | 4.   | 30 серпня 2010    | ITF Гливиці, Польща             | Ґрунт      | Катажина Кава            | Ольга Брозда Вероніка Домаґала            | 6–2, 7–6(4)          |
| Поразка   | 5.   | 16 травня 2011    | ITF Москва, Росія               | Ґрунт      | Вероніка Капшай          | Надія Гуськова Валерія Соловйова          | 3–6, 6–7(2)          |
| Перемога  | 5.   | 3 жовтня 2011     | ITF Мадрид, Іспанія             | Тверде     | Кім Грайдек              | Ванеса Фурланетто Аранса Салут            | 6–3, 6–3             |
| Перемога  | 6.   | 30 січня 2012     | ITF Сандерленд, Велика Британія | Тверде (i) | Діана Марцинкевич        | Мартіна Качіотті Анастасія Гримальська    | 6–4, 2–6, [10–6]     |
| Поразка   | 6.   | 8 жовтня 2012     | ITF Жуе-ле-Тур, Франція         | Тверде (i) | Діана Марцинкевич        | Северін Бельтрам Жюлі Куен                | 5–7, 4–6             |
| Перемога  | 7.   | 15 жовтня 2012    | ITF Глазго, Велика Британія     | Тверде (i) | Діана Марцинкевич        | Ніколе Клеріко Анна Цая                   | 6–2, 6–1             |
| Поразка   | 7.   | 18 лютого 2013    | ITF Музаффарнагар, Індія        | Трава      | Вероніка Капшай          | Ніча Летпітаксінчай Пеангтарн Пліпич      | 6–3, 4–6, [8–10]     |
| Поразка   | 8.   | 19 серпня 2013    | ITF Санкт-Петербург, Росія      | Ґрунт      | Ноппаван Летчівакарн     | Вікторія Кан Позніхіренко Ганна Сергіївна | 2–6, 0–6             |
| Поразка   | 9.   | 11 листопада 2013 | ITF Завада, Польща              | Килим (i)  | Діана Марцинкевич        | Нікола Франькова Тереза Сміткова          | 1–6, 6–2, [8–10]     |
| Поразка   | 10.  | 16 червня 2014    | ITF Ленцергайде, Швейцарія      | Ґрунт      | Чан Су Джон              | Луїза Чиріко Саназ Маранд                 | 3–6, 4–6             |
| Поразка   | 11.  | 7 липня 2014      | ITF Гатіно, Канада              | Тверде     | Мана Аюкава              | Хірото Кувата Окадауе Тіакі               | 4–6, 3–6             |
| Поразка   | 12.  | 26 січня 2015     | ITF Сандерленд, Велика Британія | Тверде (i) | Корнелія Лістер          | Джоселін Рей Анна Сміт                    | 3–6, 1–6             |
| Перемога  | 8.   | 16 березня 2015   | ITF Осло, Норвегія              | Тверде (i) | Ева Ваканно              | Яна Фетт Адріяна Лекай                    | 6–1, 6–1             |
| Перемога  | 9.   | 23 березня 2015   | ITF Порт-ель-Кантауї, Туніс     | Тверде     | Каролін Даніелс          | Фатіма Ан-Набхані Ізабелла Шинікова       | 7–5, 5–7, [10–5]     |
| Перемога  | 10.  | 11 травня 2015    | ITF Ролі, США                   | Ґрунт      | Джан Абаза               | Жаклін Како Саллі Пірс                    | 7–6(4), 4–6, [10–7]  |
| Поразка   | 13.  | 3 серпня 2015     | ITF Коксейде, Бельгія           | Ґрунт      | Шеразад Рей              | Елісе Мертенс Демі Схюрс                  | 3–6, 2–6             |
| Перемога  | 11.  | 19 жовтня 2015    | ITF Сагне, Канада               | Тверде (i) | Міхаела Бузернеску       | Шерон Фічмен Марія Санчес                 | 7–6(6), 4–6, [10–7]  |
| Перемога  | 12.  | 16 листопада 2015 | ITF Завада, Польща              | Килим (i)  | Міхаела Бузернеску       | Кім Грайдек Катерина Яшина                | 6–2, 6–3             |
| Поразка   | 14.  | 14 березня 2016   | ITF Гонесс, Франція             | Ґрунт (i)  | Валентіні Грамматікопулу | Марін Парто Летісія Сарразен              | 1–6, 6–3, [6–10]     |
| Перемога  | 13.  | 9 травня 2016     | ITF Нейплс, США                 | Ґрунт      | Габріела Се              | Софі Чанг Рената Сарасуа                  | 6–1, 6–2             |
| Поразка   | 15.  | 13 червня 2016    | ITF Сегед, Угорщина             | Ґрунт      | Гвадалупе Перес Рохас    | Крістіна Діну Ліна Джорческа              | 6–4, 4–6, [4–10]     |
| Поразка   | 16.  | 1 серпня 2016     | ITF Ребек, Бельгія              | Ґрунт      | К'яра Шоль               | Емілі Арбутнотт Катаріна Гобгарскі        | 1–6, 1–6             |
| Перемога  | 14.  | 29 серпня 2016    | ITF Санкт-Пельтен, Австрія      | Ґрунт      | Ванда Лукач              | Маріана Дражич Яніна Тольян               | 6–4, 4–6, [11–9]     |
| Поразка   | 17.  | 12 вересня 2016   | ITF Петанж, Люксембург          | Тверде (i) | Маґалі Кемпен            | Хаєнне Евейк Розалі ван дер Гук           | 6–7(6), 3–6          |
| Поразка   | 18.  | 17 жовтня 2016    | ITF Хамамацу, Японія            | Килим      | Сюй Цзеюй                | Яна Фетт Аяка Окуно                       | 6–4, 6–7(5), [10–12] |
| Перемога  | 15.  | 14 листопада 2016 | ITF Завада, Польща              | Килим (i)  | Діана Марцинкевич        | Ілона Кремінь Віра Лапко                  | 6–4, 7–5             |
| Перемога  | 16.  | 21 листопада 2016 | ITF Соларино, Італія            | Килим      | Елена Богдан             | Вероніка Наполітано Мір'яна Тона          | 4–6, 6–3, [10–7]     |
| Поразка   | 19.  | 6 серпня 2017     | ITF Вокінг, Велика Британія     | Тверде     | Міхаела Бузернеску       | Лаура-Йоана Андрей Петра Крейсова         | 6–4, 2–6, [9–11]     |